# 吉田バイパス (国道294号)
吉田バイパス（よしだバイパス）は栃木県那須郡那珂川町吉田から小川にかけて計画中の国道294号バイパスである。

## 概要
那珂川町吉田で現道から分岐してから国道293号を挟んで小川南バイパスに接続する区間。
道路予定地周辺に古代の遺構が発見され、試掘等の埋蔵文化財調査を先行したため事業の進捗が遅れていた。幅員12メートル (m) のうち片側に歩道3.5 mを併設予定。
- 起点：栃木県那須郡那珂川町吉田
- 終点：栃木県那須郡那珂川町小川（若鮎大橋西交差点）
- 総延長：約0.9 km
- 幅員：12 m（予定）
- 車線数：2車線（予定）
- 総事業費：8.5億円（見込み）

## 接続する主な道路
- 国道293号（若鮎大橋西交差点）